# Ugron Gábor (politikus, 1847–1911)
Id. ábránfalvi Ugron Gábor (Kelementelke, 1847. április 15. – Budapest, 1911. január 23.) politikus, Ugron Gábor miniszter apja.

## Családja
A régi primor székely Ugron család sarja. Édesapja, ábránfalvi Ugron Lázár (1811–1884), főkirálybíró, Felső-Fehér vármegye főispánja, édesanyja, sárdi Simén Rozália (1827–1916) volt. Apai nagyszülei ábránfalvi Ugron Antal és szombatfalvi Szombatfalvy Anna, anyai nagyszülei pedig sárdi Simén György és Rauber Rozália bárónő voltak.
Ugron Gábor feleségül vette zarándi Knöpfler Máriát (1854–1935), akinek a szülei dr. zarándi Knöpfler Vilmos (1815–1882), királyi tanácsos, a Vaskorona-rend lovagja, Marosvásárhely szabad királyi város országgyűlési képviselője és felsőboldogasszonyfalvi Páll Mária (1832–1903) voltak. Ugron Gábor és Knöpfler Mária frigyéből született:
- ifjabb Ugron Gábort (Marosvásárhely, 1880. január 8. – Bakonybél, 1960. október 27.) politikus, belügyminiszter az Esterházy-, valamint a harmadik Wekerle kormányban, országgyűlési képviselő. Neje: kéméndi báró Szalay Lívia Karolina Auguszta (Budapest, 1879. augusztus 6.–Bakonybél, 1961. július 23.). Gyermekük: vitéz Ugron István (1917–1997) ejtőernyős ezredes és okleveles vegyésztechnikus volt.[7]
- Ugron Vilma (Marosvásárhely, 1882. május 25.)
- Ugron András (Marosvásárhely, 1885. augusztus 31.–Budapest, 1939. november 30.), főispán, tartalékos honvédhuszár főhadnagy.[8]
- Ugron Tibor

## Tanulmányai
Jogi tanulmányait a bécsi és a pesti egyetemen végezte. Egészen fiatalon részt vett az Almásy Pál-féle fegyveres összeesküvésben. Magas növésű volt, egy fejjel magasodott kortársai fölé. 1869-ben önkéntesnek állt be a József főherceg nevét viselő gyalogezredbe. Közben újságot szerkesztett már, a gyermekkori barát, a későbbi híres publicista, Bartha Miklós társaságában adta ki az Ördögborda című, ellenzéki hangvételű élclapot, amely 16 alkalommal jelent meg.

## Pályafutása

### Garibaldista háborús tudósítóként
1871-ben a porosz–francia háború idején Párizsba utazott, hogy felajánlja szolgálatait a köztársaságiaknak. Innen Itáliába ment, és Giuseppe Garibaldi fia, Ricciotti légiójában harcolt. A békekötés után – amelynek nyomán a szárd király jogara alatt egyesült a nemzeti állam, Olaszország – újra Párizsba sietett, ahol a Párizsi Kommün napjaiban, a minden oldalról körülzárt proletár városállam élethalálharcát vívta. Díszes egyenruhában sétálgatott a torlaszok között – mint diplomáciai útlevéllel rendelkező előkelő idegen, s emellett közmegbecsülésnek örvendő garibaldista – mindent megnézett, mindenkit kikérdezett, mindenhol megjelent, és szorgalmasan küldözgette tárgyilagos helyzetjelentéseit az Ellenőrnek és más lapoknak. Könyvben is megjelent a párizsi kommün magyar szemtanúinak írásgyűjteménye, amely nagyrészt Ugron leveleiből áll.

### Az orosz–török háború alatt
1877 a török–orosz háború esztendeje volt. A magyar közvélemény kezdettől fogva a Kossuth Lajost és társait befogadó Konstantinápollyal rokonszenvezett, a Monarchia hivatalos külpolitikája viszont semlegességről beszélt, és a kulisszák mögött az orosz cárt támogatta. Ugron és ellenzéki társai – valószínűleg a kitűnő angol kapcsolatokkal rendelkező Simonyi közvetítésével értesültek egy már-már felelőtlenül merész tervről. Úgy képzelték, ha sikerül felfegyverezni néhány ezer székelyt, akkor azok el tudják vágni a cári csapatok romániai utánpótlási vonalait, összeroppan az orosz támadás, és a törökök lélegzethez, ellentámadási lehetőséghez jutnak. Az angoloknak érdekükben állt, hogy megállítsák a Balkánon előrenyomuló cári seregeket, így pénzzel is hajlandóak voltak támogatni a vállalkozást. Valószínűleg Klapka György személye volt a biztosíték. A három szervező: Ugron Gábor, Orbán Balázs és Bartha Miklós volt. Járták a székely megyéket, toborozták a székelyeket.
A székely puccs történetét Cseres Tibor írta meg.„… Pista nem más, mint a székelykeresztúri toborzás lelke a Korona vendéglőben – Sebesi István obsitos őrmester. A székely puccs lelepleződik. Leesett egy láda. A székely lovacskák, a brassói piacra kanyarodva, belebillentették egy kátyúba a könnyű szekeret. A lőcs eltörött, lecsúszott a rakomány. Kihasadt a deszkafal, kibuktak a fegyverek. A kincstártól megvásárolt elavult fegyverek nem a Délvidéken hanem Háromszék, Udvarhely, Csík uradalmainak gazdasági épületeiben kötöttek ki. Kinn a hegyek között, a kis pásztorkalyibákban, ahol nem kellett attól tartani, hogy kitudódik a dolog. Most azonban mégis megtudták a hatóságok a fegyverszállítást. Az Osztrák–Magyar Monarchia bürokráciája számára kínos az eset. Ha a világ nagy horderejű katonai akcióként könyvelné el a székely légió tervezett romániai betörését, egyáltalán az egész kalandos vállalkozást, az nagyon kellemetlen lenne. Ugron Gáborról – akár akarja Tisza István, akár nem – kiderült, hogy egyike a fő szervezőknek, így elfogatására tettek is néhány tétova lépést, de úgy, hogy bőségesen legyen ideje megszökni. Leborotválta bajuszát, szakállát, két szemüveget vett fel és Olaszországba menekült. Nem először van ott, vannak barátai és ami a legfontosabb: nincs kiadatási egyezmény Itáliával. Nem tudni mennyi pénzt adott Bulwer angol képviselőházi tag, aki kormánya megbízásából a dolog financiális részét intézte. A toborzók minden regrutának 500 forintot ajánlottak, fegyvereket vettek, ötszáz fezt is beszereztek megtévesztésül. Egy biztos, az angolok nem firtatták a pénzek felhasználását. A fő toborzó Bozsi György csizmadia volt, Ugron Gábor főkortese a legutóbbi választásokon. A lelepleződés után házkutatások, kihallgatások háborították a székely falvak életét, pert is rendeztek Marosvásárhelyen a királyi tábla előtt. Végül is a közcsendháborítással vádoltakat szabadlábra helyezték.”
Egész élete hasonlóan kalandos, regénybe illő.

### Országgyűlési képviselő és politikus

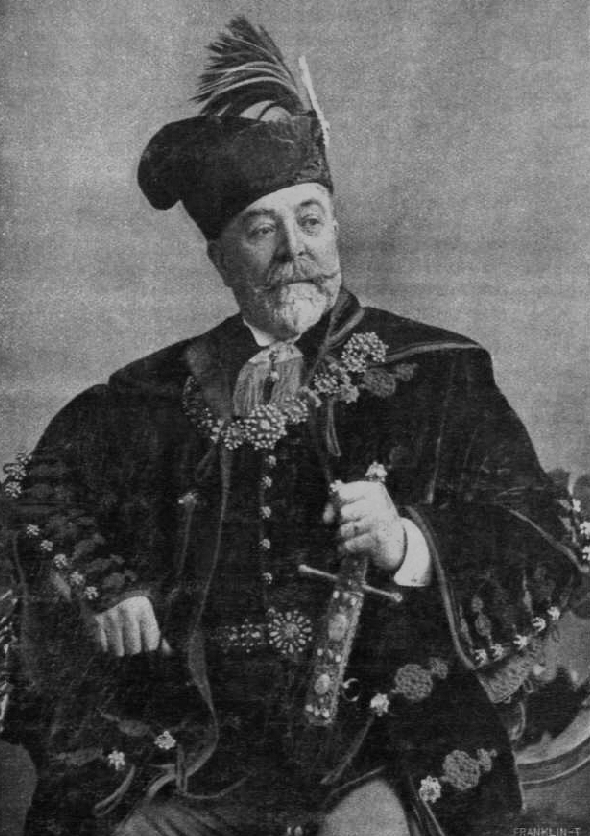
A Rabonbán a millenniumi kiállításon

Amikor 1872-ben visszatért Magyarországra, már volt valamelyes híre. Országgyűlési képviselővé választották Tisza-párti programmal. Akkor még birtoka is megfelelő háttér volt, hogy hivatásos politikusként lépjen a porondra. 1874-ben a balközéppárt programhű töredékéhez tartozott. A Függetlenségi Párt egyik alapítója lett.
1875-ben – amikor Tisza Kálmán „szegre akasztva a bihari pontokat”, azaz feladva pártjának addigi függetlenségi programját, megalakítja a szabadelvű pártot magához ragadja hosszú évekre a kormányzati hatalmat Ugron Gábor a másik oldalra áll. Belép a függetlenségiek táborába, 1881-ben az erdélyrészi képviselők körében kezdeményezi egy külön nyilatkozat kibocsátását, amely tulajdonképpen első megfogalmazása sajátos politikai törekvéseinek, s egyben ideológiai alapja lesz a megalakuló Ugron-frakciónak. A csoport legfőbb célja, hogy visszaszorítsa a függetlenségi mozgalom radikálisabb elemeit, s így „kormányképessé” tegye magát a pártot. A frakció részt vesz a közös ügyek operatív irányítását ellenőrző, úgynevezett delegáció munkájában is, amire korábban egyetlen függetlenségi politikus sem vállalkozott, hiszen ezzel elismerte volna a közös ügyek meglétének törvényességét, megkérdőjelezve önnön politikai elveit. Ugronékat ez a körülmény egyáltalán nem zavarta, maga a frakcióvezér jelenti ki: „őrhelynek” tekintik képviseletüket a delegációban, posztnak, ahol a nemzet érdekeit képviselhetik. A szalonképesség megteremtését szolgálják Ugronnak a függetlenségi mozgalmon belüli mozgolódásai is. 
1884-ben belépnek a közös függetlenségi és 48-as pártba. 1890-ben kilépnek az együttesből, de elviszik a párt nevét: attól fogva magukat neveztetik negyvennyolcasnak és függetlenséginek. Amikor ellenlábasuk, Eötvös Károly lemond az anyapárt elnöki tisztéről (Wekerle Sándor egyházpolitikai – a polgári házasságot szorgalmazó – törvényjavaslatának párton belüli vitái miatt) és Justh Gyula veszi át a pártvezéri tisztet, Ugron és társai újra csatlakoznak. Ugron Gábor 1891. december 20-án Fejérváry Géza báróval párbajozott a Ferenc József lovaskaszárnyában, segédei ifj. Ábrányi Kornél és Bethlen Gábor gróf. Justh Gyula három év eltelte után, 1895 elején 34 társával együtt kivált a pártból, csatlakozott azokhoz, akik Eötvöst követték. Ugronék újra egyedül maradtak. Most kevesebben vannak, mint 20 évvel korábban, a párt többségét nem tudták megnyerni maguknak. Ugron mint az obstrukció vezéralakja, 1896. november 7-én megint párbajozott, ezúttal Kossuth Ferenccel. Egy rövid megszakítást kivéve – 1896-tól 1899-ig, amikor rokona és gyűlölt ellenfele Bánffy üti ki a nyeregből – élete végéig tagja s egy időben vezető alakja a parlamentnek.  
A Széll-kormány idején is ellenzéki politikát folytatott, különösen a Monarchia külpolitikáját érintő hármas szövetséget támadta, hajlott a francia orientáció felé. Francia–magyar bankot akart létrehozni. Saját pártján belül Justh Gyulával támadtak ellentétei. Élete utolsó esztendeiben Tisza István és a Fejérváry-kormány tevékenysége ellen lépett fel. 
A Wekerle-kormányt a koalíciós pártok soraiban támogatta. Nagy hatású, tehetséges szónok volt, a nemzeti ügyek, így a hadsereg közös státusa körüli viták harcosaként tekintélynek örvendett. Helyzetét magánügyei illetve az ezek ürügyén vele szemben indított lejárató kampány rendítették meg. Hétezer holdas birtoka, adósságokkal betáblázva alig-alig fedezte már kiadásait, „pénzt kellett csinálnia valahogyan”, hogy talpon maradhasson. A kincstár a közös hadsereg számára zabot vásárolt, amelyre pályázatot nyújtott be. Mindent bevetettek megrágalmazására ellenfelei. Terhére rótták, hogy nemcsak a saját, hanem a környékbeliek készleteit is eladja. Azt, hogy a hadseregnek szállít, holott a közös hadsereg esküdt ellensége. Valaki kiszivárogtatta a hírt, hogy ellenségei le fognak csapni most Ugron Gáborra. Ráadásul valakik nem kis fáradság útján kinyomozzák és kiszivárogtatták: tárgyalásokat kezdett francia kormánykörökkel egy új szövetségi rendszer kialakításáról, amely a poroszokat a franciákkal akarta felcserélni és az orosz cár is része lett volna a szövetségnek, aki ellen annak idején légiót szervezett. A titkos tárgyalások amelyek Rimler Gyula követségi alkalmazott közvetítésével folytak – a szövetség összekovácsolásán túl gazdasági célokat is szolgáltak volna. Ugron Gábor bankalapítást tervezett francia tőkével. Rimler Gyula a tárgyalások kiszivárogtatását követően magyar és francia nyelven kiadta e tárgyban folytatott levelezésüket. Mindezen közéleti támadások által megrendült Ugron anyagi helyzete, fűhöz – fához kapkodott, hogy talpra álljon. takarékpénztárat alapított a székelyeknek, hogy ne a román Albina bankhálózat gazdagodjék meg az erdélyi kisbirtokosok kölcsönein, de ez csődbe ment. Ugron bankját nem támogatta az állam. Hogy hitelt folyósíthasson, kölcsönöket vett fel, saját kiadásait is fedeznie kellett, a kihelyezett tőke nehezen jött vissza, ő is rákényszerült hogy végrehajtasson – ha nem akarta volna is – és törvényszerűen bekövetkezett a krach és az erkölcsi fiaskó. A befektetett vagyonukat siratók közül az egyik rá is lőtt, de a golyó célt tévesztett.

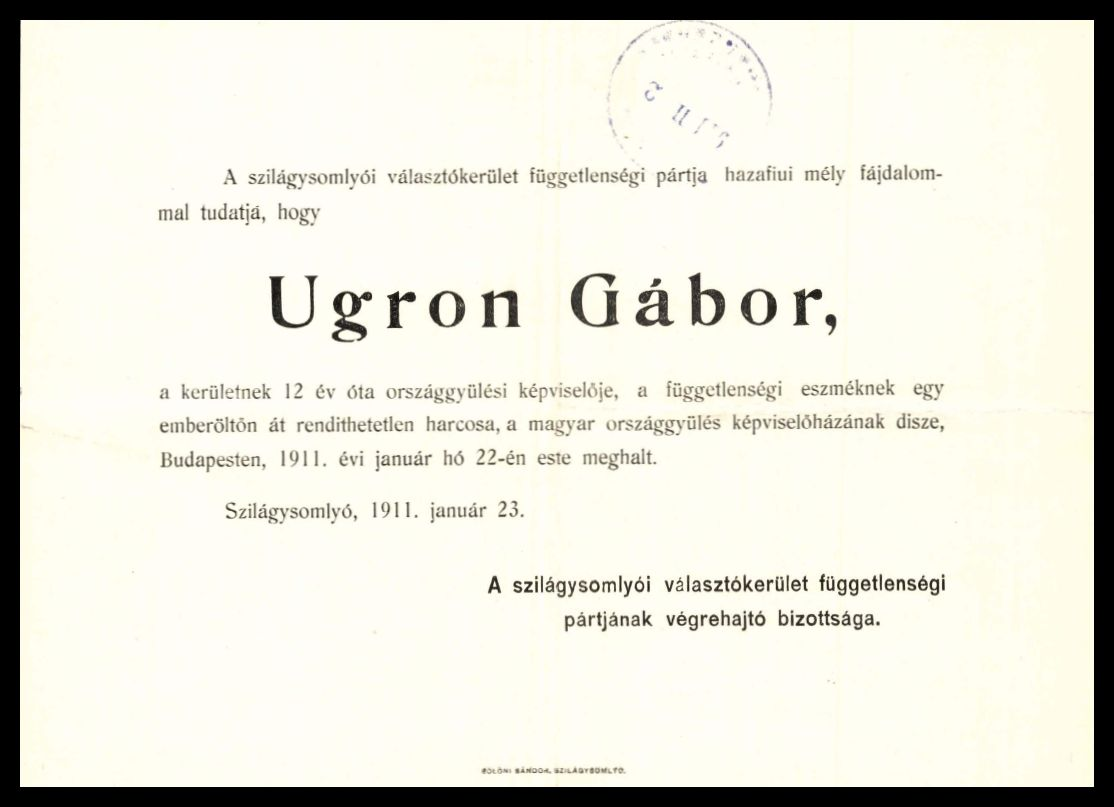
Ugron Gábor gyászjelentése, 1911

Sikertelenül próbálkozott fonodaalapítással, téglát, cserepet gyártott. Megvásárolta a Haller grófok almakereki erdejét. Hitelből utakat építtetett, üzemet létesített, talpfának akarta kitermelni az egész készletet, de a bank a bevétel egyre nagyobb hányadát követelte törlesztésként magának, a végén már a munkásokat sem tudta fizetni. Ezen a vállalkozáson aztán elúszott mindaz, ami addig netán megmaradt. Többé nem nyerte vissza régi hatását, tekintélyét. „Még isten lesz az úrfiból” – fohászkodott az orosz–török háborúk idején az egyik udvarhelyi népgyűlésen az odatévedt kocsis. A családi legendárium megőrizte az alábbi történetet: egyikét tartotta utolsó felszólalásainak, fia, a későbbi miniszter ifjabb Ugron Gábor is ott volt az ülésteremben, amikor váratlanul szünetet kért önmagát megszakítva, és kiment a folyosóra. Rémülten sietett ki utána a fia; bizonyára rosszul van az öreg. De nem. Ott állt a folyosói telefonkészülék mellett, s éppen József körúti lakását tárcsázta, hogy utasítsa a szakácsnőt, most kell betenni a kacsát a sütőbe, hogy mire végez s hazaér, éppen a legjobb legyen. 
1911. január 23-án temetésén a nekrológok nem fukarkodtak a dicsérettel. Alkotásának nevezték azt a konstrukciót, amely valóban fontos fejleménye volt a kiegyezés utáni korszaknak. „Azt a keskeny utat – írta az Egyetértés – melyen a hatalomba került Függetlenségi Párt a tradíciók különösebb sérelme nélkül vállalkozhatott az aktív kormányzás munkájára, Ugron Gábor vágta számára.” Az Újság tovább pontosított: „Ő volt az első függetlenségi képviselő, aki a függetlenségi politikában a fokozatosság elvét hirdette…” Hogy ennek az elvnek a magasra csapó hulláma mégsem őt, hanem éppen függetlenségi ellenlábasát, Kossuth Ferencet emelte a bársonyszékbe, az már a sors iróniája. A Függetlenségi Párt jobboldala, mely később el is különült „Ugron Párt”-ként megegyezésre törekedett a kormánypárttal, kormányképes akart lenni. (A Függetlenségi Párt baloldalán képviselő 1905-től Károlyi Mihály, aki 1913-tól szembekerült Tisza Istvánnal.

## Kortársi jellemzése, emlékezete

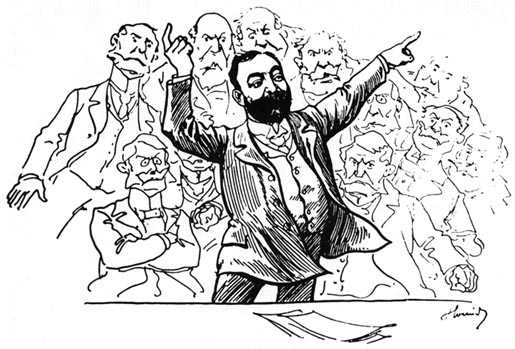
Ugron Gábor (korabeli karikatúra)

Az Országgyűlésben Gábor úrnak, Rabonbánnak nevezték. 1896-ban a millenniumi menetben száz harisnyás székely kísérte. Nevezetes párbajai voltak. Összegyűjtötte a párbajvétségért járó két-három napokat, aztán bevonult egy-két hétre a börtönbe. Vitorlása a Rabonbán, amely később Rákosi Mátyáshoz majd Balatonakarattyára került, a Honvéd Üdülő kirándulóhajója lett. Ellenzéki volt, ezért rágalmazták, akarták tönkretenni. Sok ezer hold urából éppen csak tehetős ember lett, mert a politizálásban elszegényedett. Régi székely család sarjaként a királyi udvar nem tudta lekenyerezni. Ferenc József bárósággal is megkínálta. Azt mondta rá: „nekem ne adjon egy Habsburg rangot, volt az én familiámnak rangja-neve már ezen a vidéken, amikor az ő fenséges családjának még a hírét sem hozta erre a szél.” Volt rá okuk, hogy ne szeressék, próbálják félreállítani. 
Sokat tett a székelységért, de nevét csak Budapesten a Sashegyen örökíti meg az Ugron Gábor utca. Az egyetlen politikailag járható utat járta. A k. u. k. adminisztráció számára azonban a realitásokhoz való alkalmazkodása kevés, a székelység számára pedig túl sok volt. Az Ugron-kúriában 1989-ben fiú-nevelőotthon működött, az Ugron-forrást ma Szejkének hívják.